# Luther Blissett (pseudônimo coletivo)

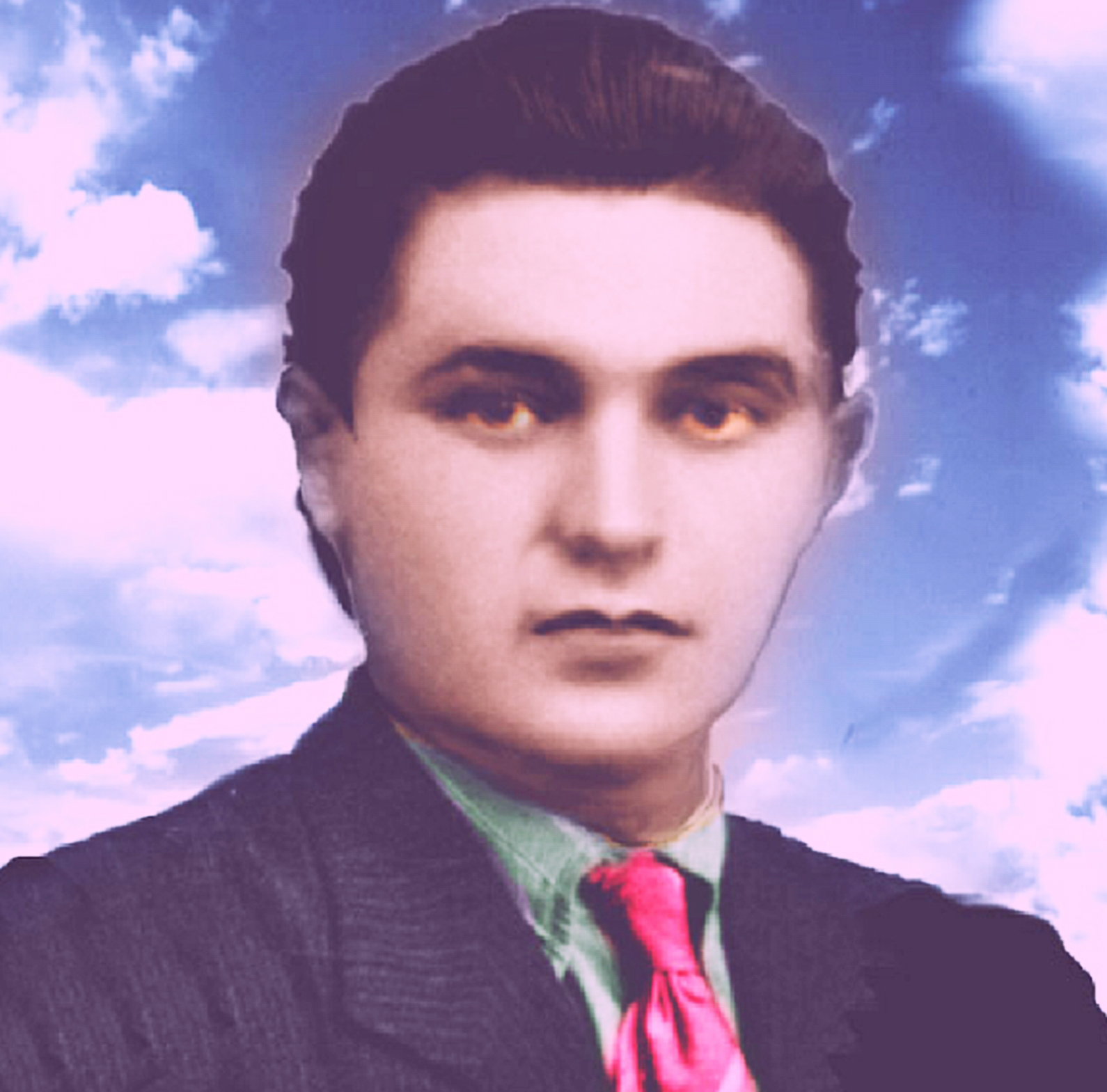
Retrato oficial.

Luther Blissett é um pseudônimo multi-usuário, uma identidade em aberto, adotada e compartilhada por centenas de hackers, activistas e operadores culturais em vários países, desde o verão (no hemisfério norte) de 1994. Na Itália, no período 1994-1999, o chamado Luther Blissett Project (mais organizado no seio da comunidade aberta que utiliza o pseudônimo), adquire notoriedade tornando-se uma lenda, uma espécie de herói popular, um Robin Hood da era da informação que organiza zombarias, passa notícias falsas à mídia, coordena heterodoxas campanhas de solidariedade a vítimas da repressão.

## Origem do nome
O nome Luther Blissett foi inspirado em um atacante futebolista inglês, de origem jamaicana, que jogou no pequeno clube de Watford durante a década de 1970 até os anos 1990. Contratado pelo Milan da Itália, foi considerado uma das piores atuações de um jogador no clube e, portanto, devolvido ao clube de Watford, onde é o maior artilheiro do time. Sobre o fato de ser o inspirador da contracultura do Luther Blissett Project na Itália e no mundo, e sobre o verdadeiro motivo pelo qual seu nome foi escolhido para a nomear o projeto, Luther Blissett recusa-se a falar .

## Notícias falsas
As notícias falsas fabricadas por Luther Blissett são uma forma de ridicularizar a mídia de massa - a chamada grande mídia. Por exemplo:
Em 1994, Luther Blissett simulou em Bolonha uma fase de "Horrorismo", como denominado pela mídia local: animais destroçados foram encontrados nos parques e praças da cidade e em centros de religiosos de Bolonha. A "população" começou a enviar centenas de cartas aos jornais e à TV da região, relatando o acontecimento, e diversas notícias foram ao ar. Crônicas de psicólogos e sociólogos apareceram em várias páginas de jornais. O acontecimento somente foi desmentido depois de uma carta de Luther Blissett, explicando que nada daquilo havia acontecido e que o único "horrorismo" daquela história era o sensacionalismo da mídia.
Em 1995, o programa de TV "Quem o viu?" recebeu o comunicado de uma rádio de Bolonha, sobre o desaparecimento do artista inglês Harry Kipper, informado pelo grupo inglês "Amigos de Kipper". Segundo o grupo, Harry havia sumido durante uma viagem de bicicleta no norte da Itália. O programa deslocou repórteres para Londres, a fim de entrevistar os Amigos de Kipper e filmar lugares onde o artista costumava passar. Os repórteres foram também a algumas cidades em que Kipper havia passado, como Bolonha e Udine. Prestes a ir ao ar, a direção do programa  foi informada pela polícia inglesa de que se tratava de um desaparecimento falso: não havia registro de Harry Kipper na  Inglaterra e nem outro lugar. Dias depois a história foi contada para todos os jornais da Itália com os créditos para o grupo Luther Blissett.
Em 1996, alguma pessoa da Internet, autointitulada Luther Blissett, foi contactada por Guiseppe Genna, da editora italiana Mondadori, a fim de organizar uma coletânea de textos de Blissett. Depois de várias conversas, LB enviou seus textos a Giuseppe, para a publicação,  com um pequeno porém: os textos eram redações escolares, sobre tecnologias, entrevistas e assim por diante, mas totalmente sem nexo, retirados da Internet e reorganizados. O livro foi lançado com o nome net.gener@tion, organizado por Giuseppe Genna. Depois de publicado, foi colocada uma nota nos jornais,  mostrando a verdadeira história do livro e dos seus textos delirantes e mentirosos.
| “ | Quantos Zé ninguém e Luther Blissett existem espalhados pelo mundo? Se nosso vizinho de casa desaparece, saberemos "tudo" pela televisão, sem sequer precisar olhar pela janela. A mídia de massa nos oferece a medida da nossa existência. Muitos vivem para aparecer, mas somente poucos aparecem para viver. Luther Blissett apareceu desaparecendo. Pode desaparecer uma pessoa que não existe? Principalmente se seu nome for apenas o pseudônimo do suposto ilusionista Harry Kipper, misteriosamente desaparecido? Ser e não aparecer, e quem resolve aparecer atrás de um nome coletivo faz isso para desarrumar as regras do jogo. Se na mídia aparece o rosto de Luther Blissett, este é com certeza mais um falso, pois LB possui rostos demais para ser representado somente por um. Mas acima de tudo porque, se está presente na mídia, então desaparece como LB, isto é, prefere-se a aparência à existência. | ” |

## Totó, Peppino e a Guerrilha psíquica
O livro Totó, Peppino e a Guerrilha psíquica é uma coletânea de escritos de Blissett publicada pela editora Einaudi em 2000. O nome teve origem nos filmes da dupla Totò e Peppino De Filippo, grandes comediantes italianos, muito populares nas décadas de  década de 1950 e 1960. Eram comédias bizarras,  de produção barata. Um desses filmes,  Totò, Peppino e i fuorilegge, de 1956, reflete situações de simulação, falsificação, disfarce e fraude.

## Q, o caçador de hereges

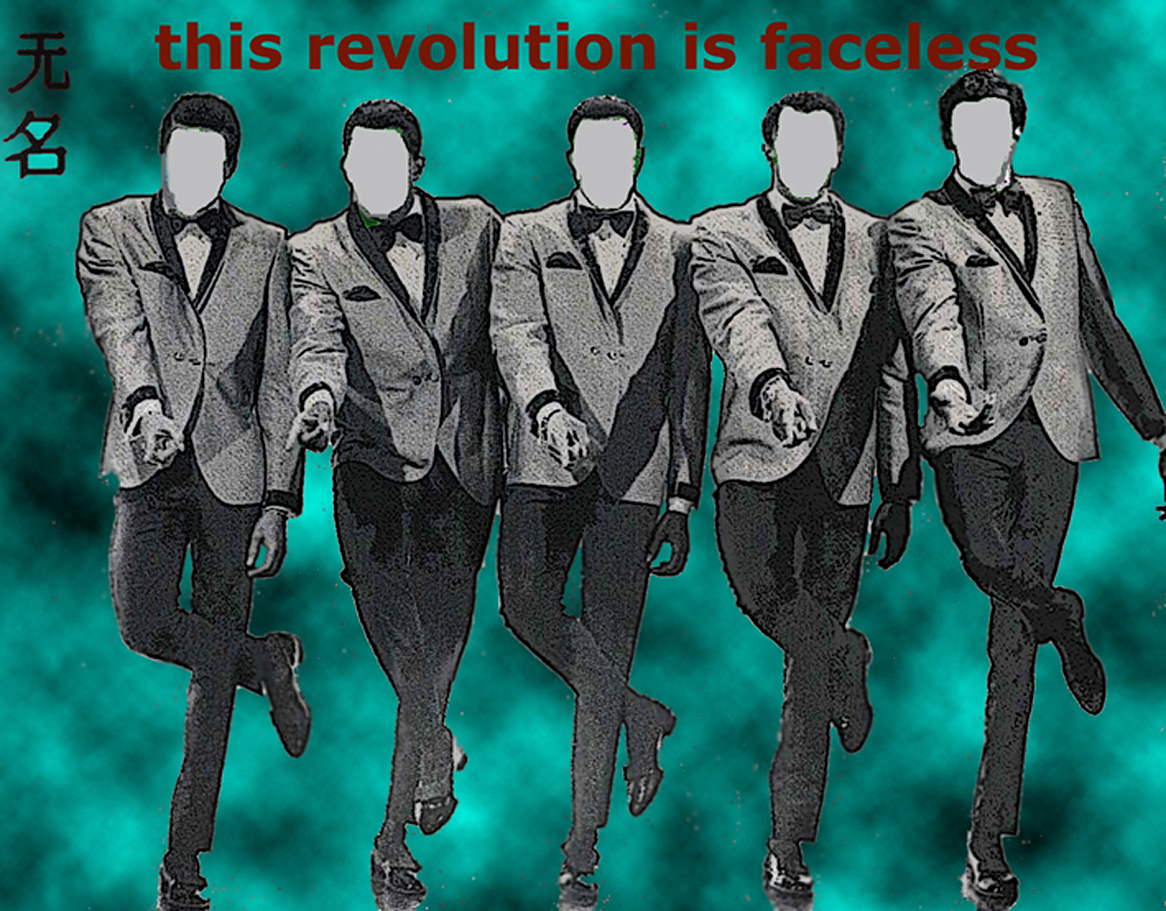
"Esta revolução não tem rosto" (Wu Ming).

O romance  Q, o Caçador de Hereges foi escrito entre 1996 e 1998 por quatro membros do grupo bolonhês do LBP (Luther Blissett Project)  e foi publicado pela editora Einaudi, em março de 1999. Nos anos seguintes foi traduzido para o inglês, espanhol, alemão, holandês, francês, português , dinamarquês e grego.
Os quatro autores de  Q (um carteiro, um porteiro, um bibliotecário e um trabalhador social, todos de Bolonha) se revelaram em 6 de março de 1999, numa entrevista para o diário La Repubblica. Apesar do título sensacionalista, nas respostas não se reduz de maneira alguma a complexidade do fenômeno Luther Blissett nem, muito menos, se renuncia às práticas anteriormente adotadas. "Os nossos nomes têm importância mínima e a das nossas histórias individuais é ínfima. Somos o grupo que escreveu Q, mas não chegamos a constituir o 0,04% do Luther Blissett Project. Além da complexidade da trama e do seu valor alegórico, o livro desperta interesse também pelo fato de ter sido publicado em uma espécie de fórmula copyleft. Surpreendem-se os que ignoram que a crítica da propriedade intelectual é uma pedra angular do LBP. Em dezembro de 1999, terminou o Plano Quinquenal do LBP. Todos os veteranos (os que utilizavam o nome desde 1994) perpetraram um suicídio simbólico, denominado Seppuku (suicídio ritual japonês). O encerramento do LBP não implica de forma alguma  o fim do pseudônimo, que continuará a ser adotado por muitas pessoas em vários países. Em janeiro de 2000, uma quinta pessoa aliou-se aos autores de Q e nasceu um  novo grupo de narradores, Wu Ming ("anônimo" em chinês mandarim).

### Os autores
Roberto Bui, Federico Guglielmi, Luca Di Meo e Giovanni Catabriga, todos na faixa dos 30 anos, são os membros dessa espécie de "cooperativa" literária, a primeira a escrever um best-seller na Itália. Eles integram um grupo de artistas e ativistas de esquerda italianos. Q é um thriller de espionagem e levou três anos para ser escrito. A trama - do tipo "o bem contra o mal" - se  passa durante a Reforma, na Itália e na Alemanha. Destina-se, dizem os autores, a mostrar "o nascimento de tudo o que está podre na vida moderna", mostrando as origens do estado policial, do capital financeiro e dos serviços secretos - ou, como diz Bui, "tudo o que está em crise agora". O título se refere ao  principal "vilão" da história, um agente secreto do Vaticano que é conhecido apenas por sua inicial. O "mocinho" não tem nome. "Sabíamos que era um bom livro. Mas nunca pensei que seria tão bem sucedido", diz Bui. "Quatro cabeças pensam melhor que uma. Nenhum de nós poderia ter escrito o livro sozinho."
Q tem passagens que  lembram a escrita de Umberto Eco, outro residente de Bolonha, e isso suscitou boatos de que o livro pudesse ter tido a mão do escritor. Robert Bui rebate tal ideia: "Isso é uma grande bobagem. Não existe similaridade no estilo literário. Nosso livro dura 30 anos, não uma semana. Receio que a única razão pela qual os jornalistas britânicos  se aferraram a essa ideia  [de que Eco fosse o verdadeiro autor] tenha sido porque O nome da rosa  foi provavelmente o último livro italiano que eles leram." Eco também negou ter tido qualquer participação na obra.
Em 2003, Q vendeu mais de 200.000 cópias na Itália e foi traduzido em 10 outros idiomas.  Na Inglaterra,  foi  incluído entre os 10  livros finalistas do Guardian First Book Award 2003, promovido pelo jornal The Guardian. 

## Aparições
- O nome de Luther Blissett ecoou em diversos pontos do mundo, como em livros: Totó, Peppino e la Guerrilha psíquica (original italiano) e Q, o caçador de hereges.
- Apareceu em CDs como Luther Blissett: The Original Soundtracks em 1995, Klasse Kriminale, Sham 69 e Luther Blissett United in Struggle! em 1999 e Luther Blissett, The Open Pop Star de 1999.
- Vários textos em todas as partes de mundo e em várias línguas, uma coletânea pode ser encontrada no site oficial.
- O nome de Blissett também apareceu no livro de programação: Python Cookbook[4] da editora O'Reilly com vários exemplos de programas na forma de livro de receitas.
- É citado em uma música da banda de rock paulista Dance of Days, títulada "Corona Australis"

## Citações sobre Blissett
- Luther Blissett foi um jogador de futebol muito bom. Luther Blissett é um poeta. Luther Blissett é um pensador. Luther Blissett é um romancista, um astro do rádio, um filósofo. Um prankster, um punk, um dadaísta, um ativista de esquerda e um neomítico herói do povo. Luther Blissett é, literalmente, uma lenda." por Dozed & Confused.

### Na internet
- «Site do Projecto Luther Blissett»
- «Site dos autores de Q»
- Texto em português Viva o neoísmo

### Bibliográfica
- Q, o Caçador de Hereges, Conrad Editora, São Paulo - 2002. ISBN 8587193562
- Guerrilha Psíquica, Conrad Editora, São Paulo - 2001. ISBN 85-87193-53-8